# 롱안성
롱안성(베트남어: Long An / 省隆安)은 베트남의 오래된 지방이다. 2025년 6월 12일, 빈즈엉성 성이 떠이닌성 편입되었다.

## 지리
롱안성은 베트남 남부 핵심 경제 구역의 지리적 요충지에 자리잡고 있다. 북쪽으로 교량을 통해 호찌민시와 연결되고, 남쪽으로는 12개의 메콩강 삼각주 지역의 성과 연결된다. 롱안은 또한 서쪽으로 캄보디아 프레이벵과와 접경하고, 동쪽에는 동해가 있다.
롱안은 낮은 구릉 해안 지역이며, 어떤 지역은 8월부터 11월까지 지속되는 우기에 침수되기 쉽다. 롱안에는 많은 강이 있다. 가장 대표적인 2개의 강에는 밤꺼동강과 밤꺼떠이강이 있다. 이 강은 띠엔강과 연결되어 거대한 강이 된다. 이 지역의 또 다른 중요한 강으로는 사오아이랍강이 있다.
롱안성은 열대 몬순 기후에 위치해 있다. 남동부와 남서부의 두 지역 사이의 인접성 때문에, 메콩강 삼각주의 두 특성은 동부로 가져온다. 월 평균 온도 27.2 - 27.7 °C. 보통 4월에 가장 높은 평균 온도는 28.9 °C이고, 1월은 가장 낮은 평균 온도가 25.2 °C이다.
연간 강수량은 966–1325mm로 다양하다. 장마는 연간 총 강수량의 70-82%를 차지한다. 비는 불균일하게 분포되어, 서쪽과 남서쪽으로 호찌민시와 인접한 지역에서 점차 감소한다. 바다 근처의 남동부 지역은 강수량이 가장 적다. 폭우의 강도는 고지에 침식을 일으키며, 동시에 저지대에서는 높은 조수와 결합된 비가 홍수를 일으켜 생산과 사람들의 생활에 영향을 미친다.
연평균 상대습도는 80~82%이다. 일일 평균 일조 시간은 6.8 - 7.5 시간/일이고, 연평균은 2,500 - 2,800 시간이다. 연중 월간 온도 범위는 2~4 °C의 온도차가 난다.
건기는 11월에서 4월까지 북동풍이 부는 계절이며, 60-70% 빈도이다. 5월부터 10월까지의 장마는 남서풍이 70%의 빈도를 가지고 있다. 롱안성방은 고온다습하고, 풍부한 햇살, 긴 복사 시간, 고온 , 낮밤의 온도차와 같은 아열대 몬순 기후의 전형적인 지역에 위치해 연중 몇 달만 낮고 대체로 온화하다. 날씨와 기후의 이러한 현저한 차이는 사회 생활과 농업 생산에 직접적인 영향을 미쳤다.

## 행정 구역

### 시
- 떤안시 (Tân An 新安)

### 시사
- 끼엔뜨엉 시사 (Kiến Tường 建祥)

### 현
- 벤륵현 (Bến Lức 𤅶溧)
- 껀드억현 (Cần Đước 芹德)
- 껀저옥현 (Cần Giuộc 芹勺)
- 쩌우타인현 (Châu Thành 周城)
- 득호아현 (Đức Hòa 德和)
- 득후에현 (Đức Huệ 德惠)
- 목호아현 (Mộc Hóa 沐化)
- 떤흥현 (Tân Hưng 新興)
- 떤타인현 (Tân Thạnh 新盛)
- 떤쭈현 (Tân Trụ 新柱)
- 타인호아현 (Thạnh Hóa 盛化)
- 투트어현 (Thủ Thừa 守承)
- 빈흥현 (Vĩnh Hưng 永興)

## 인구 통계
2019년 4월 1일 현재 롱안성의 총 인구는 1,688,547명에 달했으며, 인구밀도는 376/km2에 달했다. 그 중 도시 인구는 거의 271,580명에 이르며, 롱안성 인구의 16.1%를 차지한다. 농촌 인구는 1,416,967명에 이르러 인구의 83.9%를 차지한다. 남성 인구는 842,074명이며, 여성은 846,473명이고, 지역별 자연 인구 증가율은 1.62%이다.
2009년 4월 1일까지의 베트남 통계청에 따르면, 롱안성은 28개의 민족을 가지고 있고 23명의 외국인이 살고 있다. 1,431,644명과 국가간 교역을 하는 이들 중 중국인은 2,690명, 1,195명의 크메르와 다른 민족을 가지고 있으며 적어도 1명 이상의 인구를 가진 민족으로는 꼬라오족, 쯔루족, 라글라이족이 있다.
2019년 4월 1일 기준으로, 롱안성은 11개의 다양한 종교인들 233,710명이 살고 있다. 특히 불교는 97,226명으로 가장 많았고, 까오다이교는 70,991명으로 뒤를 이었고, 3위는 가톨릭 53,607명, 개신교 등 소수 종교는 4,226명, 호아하오교는 4,226명, 베트남 순토불교는 440명, 이슬람은 430명, 무슬림은 430명이 있다. 보산기향(寶山奇香)이 43명이 있고, 민스도와 민리도(明理道)가 각각 38명이 있었고, 효의도(孝義道)가 11명이 있었다.

## 교류
2005년 롱안성은 충청남도와 우호교류 협력을 맺었다. 2005년 이후 지도자 상호 방문, 청소년단 교차 방문, 롱안성 공무원 초청 연수, 백제문화제와 금산세계인삼엑스포 등 국제행사 참가 등의 교류 활동을 전개했다.
2017년 6월, 한화에너지가 베트남 투자사인 BCG(Bamboo Capital Group)와 태양광발전소 건설을 위한 양해각서를 체결했다. 한화에너지는 발전소 용량을 단계적으로 300㎿로 늘릴 계획이다. 발전소는 2018년 1분기 착공, 오는 2019년 상업생산이 목표이며 총투자비는 1억 달러(약 1100억원)에 달하는 것으로 알려졌다. 한화에너지와 한화큐셀은 태양광 발전소의 설계와 조달뿐 아니라 기술지원, 금융조달의 역할을 수행한다. BCG는 토지 인허가를 포함해 현지 개발업무를 맡는다.

## 같이 보기
- 메콩강 삼각주